# Paul Haldan

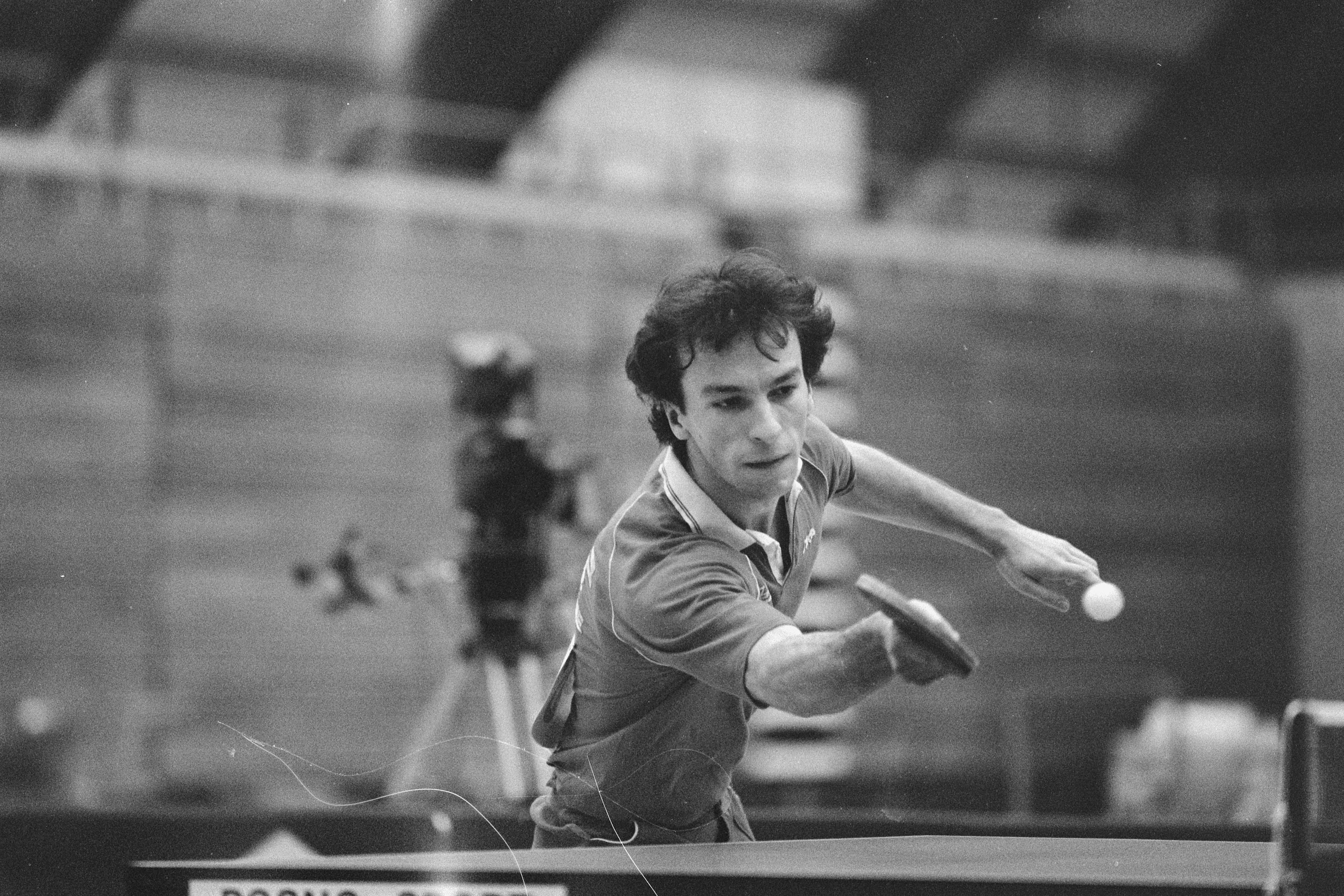
Paul Haldan in 1986

Paul Haldan (Craiova, 12 april 1965) is een voormalig Roemeens/Nederlands tafeltennisser.
Hij werd als lid van TTV de Veluwe uit Apeldoorn zesmaal Nederlands kampioen in het enkelspel en viermaal in het herendubbelspel en achtmaal winnaar van de NTTB-cup.
Haldan nam voor Nederland deel aan de Olympische Spelen van 1992 in Barcelona. Hij bereikte de laatste 16 in het enkelspel. In 1991 was hij de eerste Nederlander die aan de Europa Top-12 meedeed, waar hij een elfde plaats behaalde. Daarnaast kwam hij tweemaal uit op een individueel wereldkampioenschap (1991: Chiba Japan, 1993: Göteborg Zweden) waarbij hij beide keren tot de laatste 32 doordrong. Ook speelde hij vier Europese kampioenschappen waarbij hij tweemaal de kwartfinale (1988: Parijs Frankrijk en 1990: Göteborg Zweden) bereikte. Hij kwam in totaal 145 keer uit voor het Nederlandse team.
Haldan speelde op clubniveau onder meer in de Nederlandse eredivisie voor TTV de Veluwe.

## Resultaten uit het ETTU-archief
| Toernooi               | Jaar | Plaats     | Land | Enkel       | Dubbel                         | Mixed                             | Team |
| ---------------------- | ---- | ---------- | ---- | ----------- | ------------------------------ | --------------------------------- | ---- |
| Europees Kampioenschap | 1994 | Birmingham | ENG  | laatste 64  |                                |                                   | 10   |
| Europees Kampioenschap | 1992 | Stuttgart  | GER  | laatste 32  | laatste 32 met Trinko Keen     |                                   | 5    |
| Europees Kampioenschap | 1990 | Göteborg   | SWE  | Kwartfinale | laatste 16 met Trinko Keen     | laatste 16 met Bettine Vriesekoop | 8    |
| Europees Kampioenschap | 1988 | Parijs     | FRA  | Kwartfinale | laatste 16 met Henk van Spanje | laatste 64 met Gerdie Keen        | 13   |